# بيتر فان بيتيجيم
بيتر فان بيتيجيم مواليد 18 يناير 1970 في بلجيكا، هو دراج بلجيكي سابق في صنف سباق الدراجات على الطريق. سبق أن شارك في دورة الألعاب الأولمبية الصيفية.

## روابط خارجية
- بيتر فان بيتيجيم على موقع أرشيف الدراجات (الإنجليزية)
- بيتر فان بيتيجيم على موقع إحصائيات الدراجات الإحترافية (الإنجليزية)
- بيتر فان بيتيجيم على موقع نسبة الدراجات (الإنجليزية)
- بيتر فان بيتيجيم على موقع CycleBase (الإنجليزية)
- بيتر فان بيتيجيم على موقع أوليمبيديا (الإنجليزية)
- Cyclingpost.com: Peter Van Petegem Profile